# Limie modrá
Limie modrá, další české názvy: živorodka tiburonská (latinsky: Limia tridens, slovensky: molinézia tiburonská, anglicky: Tiburon limia). Rybu poprvé popsali v roce 1889 německý zoolog Franz Martin Hilgendorf (5. prosinec 1839 – 5. červenec 1904).

## Popis
Ryba má základní zbarvení stříbrné s černými pruhy od hlavy až po ocas. Hřbet, oblast pod tlamou a ploutve mívají žlutooranžový nádech, břicho je světlé, do bílé barvy. Barevně výrazní jsou pouze samci. Samice jsou větší, barevně méně výrazné a v akváriích dorůstají do 5 cm, samci jsou menší a dorůstají do velikosti 3 cm. Zbarvení samce je podobné jako u limie černopruhé. Pohlaví ryb je snadno rozeznatelné: samci mají pohlavní orgán gonopodium, samice klasickou řitní ploutev.

## Biotop
Ryba žije ve sladkých vodách Dominikánské republiky a Haiti, v potocích a jezerech.

## Chov v akváriu
- Chov ryby: Podmínkou pro chov je akvárium s tvrdou vodou. V příliš měkké vodě rybu ohrožují nemoci. Nádrž by měla být dobře osázená rostlinami. Doporučuje se její chov v hejnu min. 8 jedinců s převahou samic. Jako klidná, tolerantní a hejnová ryba je vhodná i do společenských nádrží s podobně velkými rybami. Pokud je chována v hejnu menším než 20 jedinců, je lekavá, často schovaná a špatně přijímá potravu.[5]
- Teplota vody: 22–27 °C[5]
- Kyselost vody: 7,0–8,0 pH[5]
- Tvrdost vody: 10–30 °dGH[5]
- Krmení: Jedná se o všežravou rybu, přijímá tedy umělé vločkové krmivo, mražené krmivo, drobné živé krmivo (nítěnky, plankton), rostlinnou potravu, řasy.[5]
- Rozmnožování: Březost trvá 25 dní, samice rodí 40 mláďat, která jsou 4–5mm velká. Pohlavní dospělost je ve 4–5 měsících.[5]